# Thạnh Lộc (phường)
Thạnh Lộc là một phường cũ thuộc Quận 12, Thành phố Hồ Chí Minh, Việt Nam.

## Địa lý
Phường Thạnh Lộc nằm ở phía đông Quận 12, có vị trí địa lý:
- Phía đông giáp phường An Phú Đông và tỉnh Bình Dương
- Phía tây giáp phường Thạnh Xuân
- Phía nam giáp quận Gò Vấp
- Phía bắc giáp huyện Hóc Môn.

Phường có diện tích 5,83 km², dân số năm 2021 là 70.247 người,  mật độ dân số đạt 12.049 người/km².

## Hành chính
Sau khi chính thức sắp xếp lại các khu phố của 11 phường thuộc địa bàn Quận 12 vào ngày 14/03/2024, phường Thạnh Lộc từ 5 khu phố cùng 85 tổ dân phố ở cấp dưới sẽ chia thành 36 khu phố mới đánh số từ 1 đến 36. Điều đó đồng nghĩa với việc, phường Thạnh Lộc sẽ không còn cấp hành chính tổ dân phố như trước.

## Lịch sử
Địa danh Thạnh Lộc có từ thời Pháp thuộc, khi đó gọi là làng Thạnh Lộc Thôn thuộc tổng Bình Trị Thượng, quận Gò Vấp, tỉnh Gia Định. Làng Thạnh Lộc Thôn được hình thành trên cơ sở sáp nhập hai làng An Lộc và Thạnh Phước.
Sau năm 1956, các làng được gọi là xã, Thạnh Lộc Thôn là một xã thuộc quận Gò Vấp. Năm 1960, chính quyền Việt Nam Cộng hòa sáp nhập xã Quới Xuân vào xã Thạnh Lộc Thôn.
Sau năm 1975, xã Thạnh Lộc Thôn được đổi tên thành xã Thạnh Lộc và được sáp nhập vào huyện Hóc Môn, Thành phố Hồ Chí Minh.
Ngày 6 tháng 1 năm 1997, Chính phủ ban hành Nghị định số 03-CP. Theo đó:
- Chuyển xã Thạnh Lộc về Quận 12 mới thành lập
- Thành lập phường Thạnh Lộc thuộc Quận 12 trên cơ sở 571 ha diện tích tự nhiên và 8.936 người của xã Thạnh Lộc
- Thành lập phường Thạnh Xuân thuộc Quận 12 trên cơ sở 958 ha diện tích tự nhiên và 10.616 người còn lại của xã Thạnh Lộc.

Ngày 16 tháng 6 năm 2025, Ủy ban Thường vụ Quốc hội nước Cộng hòa xã hội chủ nghĩa Việt Nam khóa XV thông qua Nghị quyết 1685/NQ-UBTVQH15. Theo đó:
- Sắp xếp toàn bộ diện tích tự nhiên, quy mô dân số của phường Thạnh Lộc và phường An Phú Đông thành phường mới có tên gọi là phường An Phú Đông (khoản 36 Điều 1).

Phường Thạnh Lộc bị giải thể.